# 春闺风月
《春闺风月》（英語：The Awful Truth）是一部1937年的神经喜剧电影，艾琳·邓恩、加利·格兰特主演。导演李歐·麥卡瑞凭该片获奥斯卡最佳导演奖。

## 剧情
Jerry Warriner（格兰特）一次旅行回来发现其妻Lucy（邓恩）不在。当她回来时，陪伴的有英俊的音乐老师Armand Duvalle（Alexander D'Arcy），Jerry发现Lucy曾在乡间与Armand度过一晚，据称那是因为他的车坏了。后来Lucy发现Jerry根本没去佛罗里达。相互的猜疑导致离婚。
Lucy与Patsy姨妈（Cecil Cunningham）搬到一所公寓，与她的新邻居、来自俄克拉荷马的Dan Leeson (Ralph Bellamy)订婚。不过Leeson的妈妈(Esther Dale) 不喜欢她。最后，Lucy认识到她仍爱着Jerry，打算悔婚。Jerry意外的在Lucy的寓所撞见Armand，二人争吵被Leeson和母亲看见，Leeson携母愤然离去。
Jerry后来与Barbara Vance (Molly Lamont)订婚，Lucy扮作Jerry的妹妹闯入Barbara的寓所百般捣乱。Jerry感到与Barbara没了希望，载Lucy离去。二人最后终于复合。